# Cá đuối điện nhiều chấm
Cá đuối điện nhiều chấm, tên khoa học Narcine maculata, là một loài cá đuối thuộc họ Narcinidae.